# Aveiro (Pará)
Aveiro é um município brasileiro do estado do Pará, pertencente à Mesorregião do Sudoeste Paraense. Localiza-se no norte brasileiro. O município ocupa uma superfície de 17158 km² e tem uma população de 16 404 habitantes (IBGE/2020).

## História
Tem a sua origem numa aldeia de índios Mundurucus (tapajós-tapera) que foi elevada a freguesia de Nossa Senhora da Conceição de Aveiro em 1781.
Essa aldeia obteve a denominação portuguesa de lugar de Aveiro, por ato do governador e capitão-general, José de Nápoles Tello de Menezes, em 23 de agosto de 1781, que nomeou, na mesma ocasião o morador Francisco Alves Nobre para administrá-la.
Constatou-se, nos registro oficial a existência antes de 1781, da freguesia de Nossa Senhora da Conceição do Aveiro, do que se concluiu, portanto, que o ato de criação desse lugar foi somente uma confirmação, pois o local já era conhecido como Aveiro. (Fonte: IBGE)
Aveiro foi elevado a município em 1883 e compreende atualmente os distritos de Aveiro, Brasília Legal e Pinhel.
No município está a localidade de Fordlândia, distrito que anteriormente foi um mega-projeto agroindustrial de plantação de seringueiras e beneficiamento de borracha, às margens do Rio Tapajós, patrocinado por Henry Ford, e propriedade da Companhia Industrial Ford do Brasil. De 1927 a 1945 a Ford gastou milhões de dólares no que seria uma company town estadunidense na Amazônia.

### Fordlândia
Fordlândia é uma vasta área de terras, que anteriormente foi propriedade do empresário estadunidense Henry Ford, através de sua empresa Companhia Ford Industrial do Brasil, por concessão do Estado do Pará, por iniciativa do governador Dionísio Bentes e aprovada pela Assembleia Legislativa, em 30 de setembro de 1927. A área de 14.568 km² fica localizada no município de Aveiro, no estado do Pará, às margens do Rio Tapajós.
Ford tinha a intenção de usar Fordlândia para abastecer sua empresa de látex necessário a confecção de pneus para seus automóveis, então dependentes da borracha produzida na Malásia, na época colônia britânica. Os termos da concessão isentavam a Companhia Ford do pagamento de qualquer taxa de exportação de borracha, látex, pele, couro, petróleo, sementes, madeira ou qualquer outro bem produzido na gleba. 
O governo brasileiro suspeitava dos investimentos estrangeiros, especialmente na Amazônia, e oferecia pouca ajuda. Ford ainda tentou realocar as plantações em Belterra, mais para o norte, onde as condições para a seringueira eram melhores mas, a partir de 1945, novas tecnologias permitiam fabricar pneus a partir de derivados de petróleo, o que tornou o empreendimento um total desastre, causando prejuízos de mais de vinte milhões de dólares.
Com o falecimento de Henry Ford, seu neto Henry Ford II assumiu o comando da empresa nos Estados Unidos e decidiu encerrar o projeto de plantação de seringueiras no Brasil.
Fordlândia tornou-se distrito do município de Aveiro na década de 1990, tendo, em 2010, 1.176 habitantes fixos.

### Festividades
- Festividade do Sagrado Coração de Jesus  (Padroeiro de Fordlândia) - Julho
- Festividade de Nossa Senhora da Conceição (Padroeira do Município de Aveiro) - Dezembro
- Festival do Tucunaré - Setembro
- Festa do Balão Vermelho - Outubro
- Louva Brasília (Louvor Gospel) Brasília Legal- Setembro
- Festival do Gamba em PInhel-de 28 a 30 de junho

### Turismo
- Fordlândia
- Orla Municipal
- Rio Tapajós
- Comunidade de Brasília Legal
- Floresta Amazônica